# Flughafen Stockholm/Skavsta

i7
i11
i13
Der Flughafen Stockholm/Skavsta (IATA-Code: NYO, ICAO-Code: ESKN) ist einer von vier Verkehrsflughäfen in der Region um die schwedische Hauptstadt Stockholm. Er liegt etwa 100 km südwestlich von Stockholm bei Nyköping in der Provinz Södermanland nahe der Europastraße 4.

## Geschichte
Der seit 1940 bestehende Fliegerhorst Nyköping wurde bis zum 30. Juni 1980 von der Luftaufklärungsstaffel „F 11 Nyköping“ genutzt und diente anschließend als Bereitschaftsflugplatz. Am 23. September 1984 wurde der Flugplatz unter der Regie der Gemeinde Nyköping als Zivilflughafen wieder eröffnet. Um die weitere Entwicklung zu fördern, wurde 1998 entschieden, 90 % der Anteile an der Flughafengesellschaft zu verkaufen. Die britische Betreibergesellschaft TBI plc erwarb diese und baute mit dem entsprechenden Kapital die Infrastruktur entscheidend aus. Im Jahr 2008 eröffnete das erste Flughafenhotel. Im Jahr 2011 erhielt der Flughafen eine neue Zufahrt und neue Parkmöglichkeiten. Damit wurde versucht, die steigenden Passagierzahlen besser zu bewältigen. Auch das Flughafenvorfeld sowie die Abstellflächen für Flugzeuge wurden grundlegend erneuert. Im Jahr 2012 wurde das Terminal umgebaut, um mehr Fläche für den Security-Bereich und Retailbereiche zu schaffen.

## Anreise
Die Flughafenbusse der Gesellschaft Flygbussarna verkehren etwa alle 30 Minuten ohne Halt zum Stockholmer Busbahnhof (Cityterminalen) beim Hauptbahnhof. Die Fahrtdauer beträgt ca. 80 Minuten. Zusätzlich existiert eine Linie nach Linköping mit Zwischenhalt in Norrköping mit sechs bis sieben Abfahrten pro Tag. Das Angebot war zeitweise erheblich größer. So wurde die Strecke ab Gullmarsplan mehrfach täglich angefahren. Die Firma versuchte auch rund zwei Jahre lang eine Strecke nach Örebro über Arboga, Malmköping und Eskilstuna, die aber keine Gewinne einfahren konnte und im September 2009 eingestellt wurde.
Zeitweilig machte der Anbieter FlyByCoach Konkurrenz auf der Strecke nach Stockholm, was die Fahrpreise erheblich drückte. Der Verkehr wurde aber Mitte April 2010 wieder eingestellt.
Mittlerweile bietet auch der Fernbusanbieter Flixbus direkte Verbindungen ohne Zwischenstopp zum Busbahnhof Stockholm (Cityterminalen) an, die Fahrtdauer ist dabei ähnlich der von Flygbussarna. Die Fahrpreise sind je nach Nachfrage sogar günstiger, dafür gibt es seitens Flixbus nur wenige Fahrten pro Tag.
Die schwedische Eisenbahn SJ hat eine stündliche Verbindung von Nyköping nach Stockholm. Eine Anbindung zum Bahnhof von Nyköping besteht durch zwei Buslinien (515 und 715), die den Flughafen ca. alle 30 Minuten bedienen.

## Fluggesellschaften und Ziele
Ryanair (teilweise unter dem Namen der Tochtergesellschaft Laudamotion) und Wizz Air fliegen den Flughafen regulär an. Diverse Chartergesellschaften, u. a. TUI Nordic, bedienen vor allem die Kanarischen Inseln, die Türkei und hin und wieder Thailand.
Ryanair betrieb bis zum Sommerflugplan 2020 auch eine Basis und hatte zuletzt vier Flugzeuge dort stationiert.
Wizz Air fliegt mehrere mittel- und osteuropäische Ziele an.

## Verkehrszahlen
| Jahr | Fluggastaufkommen |
| ---- | ----------------- |
| 2006 | 01.773.330        |
| 2007 | 01.994.512        |
| 2008 | 02.479.646        |
| 2009 | 02.524.633        |
| 2010 | 02.507.772        |
| 2020 | 0573.352          |
| 2021 | 0613.149          |
| 2022 | 555.622           |
| 2023 | 685.269           |
| 2024 | 364.603           |